# Pelorurus costipennis
Pelorurus costipennis är en skalbaggsart som beskrevs av Lewis 1898. Pelorurus costipennis ingår i släktet Pelorurus och familjen stumpbaggar. Inga underarter finns listade i Catalogue of Life.